# Filippo Juvarra
Filippo Juvarra, também conhecido como Filipe Juvara (Messina, 7 de março de 1678 – Madri, 31 de janeiro de 1736) foi um arquiteto, gravador e cenógrafo italiano, que executou obras em vários países da Europa.

## Biografia
Juvarra começou seus estudos como aprendiz de ourives e gravador em metal, negócio de sua família. Seu primeiro trabalho público foi a cenografia das festividades em Messina, da coroação de Filipe V, rei da Espanha e da Sicília, em 1705. foi então para Roma, onde aprendeu arquitetura com Carlo e Francesco Fontana.
Esta fase de sua carreira independente foi ocupada com projetos de cerimônias e celebrações, e em especial cenografia para teatro, onde criou um novo tipo de espaço teatral, de virtuoso ilusionismo. Também projetou máquinas e mecanismos  para o teatro São Bartolomeu em Nápoles (1706) e para o Teatro Capranica, em Roma (1713). Trabalhou também em muitos teatros particulares, como o teatro do Palazzo della Cancelleria, do Cardeal Ottoboni (1709) e o pequeno teatro para a rainha da Polônia no Palazzo Zuccari.

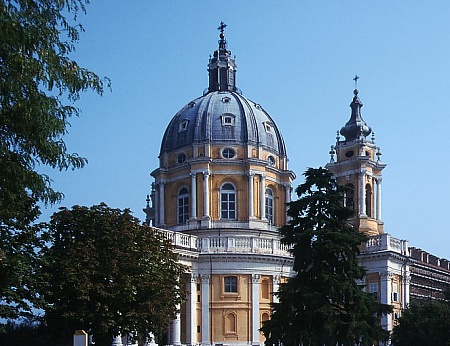
A Basílica de Superga

Como arquiteto, ganhou um concurso para uma sacristia na Basílica de São Pedro, organizado pelo Papa Clemente IX. Entrou também para a Academia de São Lucas. Seu período mais fértil como arquiteto começou em 1714, quando após uma temporada em Messina, rumou para o Piemonte, onde Victor Amadeus de Sabóia o nomeou primeiro arquiteto da corte. A fama obtida,  graças a seu talento e capacidade, determinou sua futura atividade nas mais ricas cortes da Europa. Seus principais trabalhos aqui foram a Basílica de Superga (1715-1718), a fachada da igreja de Santa Cristina, a basílica da Natividade, o Palazzo Madama e Casaforte degli Acaja,  e um projeto urbanístico para o lado oeste de Turim.
Esteve envolvido no projeto de um palácio anexo a uma basílica para João V de Portugal, nunca realizado. A seguir esteve em Londres e Paris. Em 1735 foi convidado por Filipe V a ir a Espanha, onde  projetou o Palácio Real,  a Granja de Santo Idelfonso e o Palácio Real de Aranjuez, alguns executados por outros arquitetos após sua morte, em Madri, no ano de 1736.